# Lysimelia lysimeloides
Lysimelia lysimeloides är en fjärilsart som beskrevs av George Francis Hampson 1893. Lysimelia lysimeloides ingår i släktet Lysimelia och familjen nattflyn. Inga underarter finns listade i Catalogue of Life.